# National Board of Review Awards 1983
La 55ª edizione dei National Board of Review Awards si è tenuta il 14 dicembre 1983.

## Classifiche

### Migliori dieci film
- Tender Mercies - Un tenero ringraziamento (Tender Mercies), regia di Bruce Beresford
- Voglia di tenerezza (Terms of Endearment), regia di James L. Brooks
- Local Hero, regia di Bill Forsyth
- Rita, Rita, Rita (Educating Rita), regia di Lewis Gilbert
- Tradimenti (Betrayal), regia di David Jones
- Il grande freddo (The Big Chill), regia di Lawrence Kasdan
- Uomini veri (The Right Stuff), regia di Philip Kaufman
- Testament, regia di Lynne Littman
- La foresta silenziosa (Cross Creek), regia di Martin Ritt
- Yentl, regia di Barbra Streisand
- Il servo di scena (The Dresser), regia di Peter Yates

### Migliori film stranieri
- Fanny e Alexander (Fanny och Alexander), regia di Ingmar Bergman
- Tou bun no hoi, regia di Ann Hui
- Il mondo nuovo, regia di Ettore Scola
- Il ritorno di Martin Guerre (Le retour de Martin Guerre), regia di Daniel Vigne
- La traviata, regia di Franco Zeffirelli

## Premi
- Miglior film: Tradimenti (Betrayal), regia di David Jones ex aequo Voglia di tenerezza (Terms of Endearment), regia di James L. Brooks
- Miglior film straniero: Fanny e Alexander (Fanny och Alexander), regia di Ingmar Bergman
- Miglior attore: Tom Conti (Reuben, Reuben e Furyo)
- Miglior attrice: Shirley MacLaine (Voglia di tenerezza)
- Miglior attore non protagonista: Jack Nicholson (Voglia di tenerezza)
- Miglior attrice non protagonista: Linda Hunt (Un anno vissuto pericolosamente)
- Miglior regista: James L. Brooks (Voglia di tenerezza)
- Premio alla carriera: Gregory Peck